# 小林崇
小林 崇（こばやし たかし、1957年 - ）は、日本のツリーハウスクリエーターである。日本大学芸術学部放送学科卒業。静岡県出身。

## 人物
- 1994年に世界的ツリーハウスの第一人者ピーター・ネルソンに出会い、毎年アメリカ合衆国オレゴン州で開催するツリーハウスの国際イベントWTCで唯一の日本人参加者となり、2000年にはジャパン・ツリーハウス・ネットワークを立ち上げる。2005年にはツリーハウス・クリエーションを設立する。
- 2006年にはネスカフェのCMに唐沢寿明と共演した。（撮影場所：北海道上士幌町のナイタイ高原牧場）

## 著書
- TREEDOM -The road to freedom-（文・写真：小林崇 ／ プロデュース：高橋歩 ／ 制作：横田直人） A-Works、2007年6月、ISBN 978-4-902256-09-3